# Пайкан (футбольный клуб)
«Пайкан» (перс. باشگاه فوتبال مس کرمان‎) — иранский футбольный клуб представляющий город Годс. На данный момент команда играет в высшей лиге Ирана по футболу.

## История
Клуб был основан в 1967 году в Тегеране при финансовой поддержке Iran Khodro, и назван в честь автомобиля Пейкан (Пейкан означает «стрела» на фарси), выпускаемого данным заводом. Основная задача клуба была в продвижении продукта автозавода и улучшения его репутации. На тот момент клуб мог позволить себе лучших игроков иранской лиги. В 1969 году команда стала чемпионом Тегеранской городской Лиги, и у команды появилось светлое будущее. Но в 1970 после серии разногласий между игроками и руководством футбольную команду распустили. Несмотря на это клуб продолжал существовать специализируясь на баскетболе, волейболе и гандболе.
Лишь 30 лет спустя в 2000 году в клубе вновь появилась футбольная команда. Были куплены акции клуба «Бахман» из города Кередж. «Пайкан» сохранил игроков «Бахмана», но назначил своего тренера. По окончании сезона 2004/05 команда выбыла во второй дивизион. Но по прошествии одного года вновь вернулась в элиту. Клуб ещё три раза вылетал во вторую лигу, каждый раз проводя в ней один сезон, а затем возвращался в элиту.
В 2008 году «Пайкан» был переведен в город Казвин, потому что в Тегеране было много футбольных команд с низкими показателями посещаемости.
В 2013 году клуб вернулся в Тегеран и продолжил выступление на отремонтированном стадионе «Тахти Тегеран». Но уже через год клуб вновь переезжает. На этот раз в город Годс, где и базируется до настоящего времени.
Домашние матчи «Пайкан» проводит на стадионе «Шахр-и Годс» вмещающем 25000 зрителей.

## Достижения
Лига Азадеган:
Чемпионы (2) : 2011/12, 2015/16

## Выступление по сезонам
| Сезон   | Дивизион      | Место | Кубок         |
| 2001/02 | Про-Лига      | 7     | Полуфинал     |
| 2002/03 | Про-Лига      | 5     | Четвертьфинал |
| 2003/04 | Про-Лига      | 7     |               |
| 2004/05 | Про-Лига      | 15    | Четвертьфинал |
| 2005/06 | Лига Азадеган | 2     |               |
| 2006/07 | Про-Лига      | 7     | Четвертьфинал |
| 2007/08 | Про-Лига      | 7     | 1/8           |
| 2008/09 | Про-Лига      | 8     | 1/16          |
| 2009/10 | Про-Лига      | 11    | 1/16          |
| 2010/11 | Про-Лига      | 17    | 1/32          |
| 2011/12 | Лига Азадеган | 1     |               |
| 2012/13 | Про-Лига      | 17    | 1/32          |
| 2013/14 | Лига Азадеган | 2     |               |
| 2014/15 | Про-Лига      | 15    | 1/16          |
| 2015/16 | Лига Азадеган | 1     |               |
| 2016/17 | Про-Лига      | 6     | 1/32          |
| 2017/18 | Про-Лига      |       | 1/32          |